# یاشونووو دنبووسکیه
یاشونووو دنبووسکیه (به لاتین: Jasionowo Dębowskie) یک روستا در لهستان است که در گمینا شتابین واقع شده‌است.